# 張瑩 (洪武進士)
張瑩，浙江臨海人，明朝政治人物、進士出身。

## 生平
洪武十八年，登進士，官至給事中。